# Мазаракіївська церква
Мазаракіївська церква (Церква Покрови Божої Матері) — храм Кишинівської та всієї Молдови єпархії Російської православної старообрядницької церкви. Пам'ятка архітектури XVIII століття. Найстаріша в місті Кишинів архітектурна споруда.

## Історія
Мазаракіївська церква отримала свою назву на честь військового чиновника та скарбника Василє Мезераке, який пожертвував кошти на її зведення. Згідно з легендою, один із заздрісників написав на Мазаракі донос, і скарбник отримав наказ негайно з'явитися до турецького губернатора в Бендери. Вирушаючи на суд, Мазаракі дав клятву, якщо залишиться живим, то після повернення збудує церкву. Доля виявилася прихильною до нього — його виправдали. Скарбник не забув про клятву, і зведена ним церква стала одним із символів Кишинева.
Церква була збудована у 1752 році у старомолдавському стилі на пагорбі Мезераке. Вона складається з двох частин: горизонтального об'єму нефа з трилисником апсид і вертикального об'єму дзвіниці, що примикає із заходу. Плавне обрис апсид, зрізані та частково закруглені кути дзвіниці, невелика звис даху, підтримана карнизом простого профілю, створюють враження м'якості форм. Внутрішні приміщення мають склепінчасто-купольні перекриття, висота яких підвищується в міру наближення до вівтарної частини, де розташований багатий іконостас. Являє інтерес давньоруський та культовий живопис. З 1960-х років будівля церкви належить російській старообрядницькій громаді. Охороняється державою.